# 世知原線
世知原線（日语：／ Sechibaru sen */?）是一條連接長崎縣北松浦郡吉井町（現在為佐世保市）肥前吉井站（現在為吉井站）與長崎縣北松浦郡世知原町（現在為佐世保市）世知原站的鐵路線，由日本國有鐵道（國鐵）營運。在1971年停運。

## 路線資料（廢除時）
- 路線距離（營業距離）：6.7公里
- 軌距：1,067毫米
- 站數：3個（包括起終點站）
- 複線路段：沒有（全線單線）
- 電氣化路段：沒有（全線非電氣化）

## 历史
为运输出产自世知原町等位于佐佐川流域的煤矿生产的石炭，冈本彦马专用铁道（轻便铁路，轨距762 mm）于1933年被转让至佐世报铁道，作为地方铁路的货物线，并于翌年开始运输旅客。1936年，该线伴随佐世保铁道国有化，成为铁道省（国有铁道）松浦线所属的无名支线。
1945年，随着松浦线轨距改为1,067 mm，该线遂从松浦线分离，改名为世知原线。然而，由于煤矿关闭导致的衰退，该线仅有使用铁路巴士Kiha 10000型（Kiha 02型）开行的少量班次。
1968年，此線的運輸量開始下降，此線與同为松浦線支線的臼之浦線被列入赤字83線之中，最後於1971年廢止。目前，沿線已经被改建为自行车道。

### 年表
- 1896年（明治29年）：關西採炭株式會社佐佐至世知原之間 (11.9km)開始建設九州松浦煤礦専用鐵道。
- 1902年（明治35年）：運營公司改變為合資會社松浦煤礦。
- 1932年（昭和7年）：松浦煤礦的擁有者變為岡本彦馬個人經營，鐵路線改名為岡本彦馬専用鐵道。
- 1933年（昭和8年）10月24日：佐世保鐵道收購岡本彦馬専用鐵道，成為地方鐵道路。佐佐至世知原之間設置吉井站，佐佐至吉井至世知原之間的貨物線開始營運。
- 1934年（昭和9年）
  - 2月11日：佐佐至吉井至世知原之間的客運服務開始，新設祝橋停車站。
  - 4月18日：吉井站改名為肥前吉井站。
  - 12月1日：新設御橋觀音停車站。
- 1936年（昭和11年）10月1日：佐世保鐵道全線國有化，此線成為松浦線的支線。祝橋的平假名由「いわいはし」變為「いわいばし」。
- 1944年（昭和19年）4月13日：佐佐至肥前吉井至世知原之間的軌距變為1067mm，御橋觀音站停用。
- 1945年（昭和20年）3月1日：肥前吉井至世知原之間 (6.7km) 與松浦線分離，成為獨立路線，名為世知原線。
- 1967年（昭和42年）6月1日：祝橋至世知原之間 (2.8km) 的貨物運輸停止。
- 1971年（昭和46年）
  - 4月1日：肥前吉井至祝橋之間 (3.9km) 的貨物運輸停止。
  - 12月26日：全線 (6.7km) 停運。

## 車站列表
全线皆位于长崎县佐世保市内。接续路线等以世知原线废除时为准。
| 中文站名 | 日文站名 | 英文站名 | 站間距離 | 營業距離 | 接續路線             |
| -------- | -------- | -------- | -------- | -------- | -------------------- |
| 吉井     |          |          | -        | 0.0      | 日本國有鐵道：松浦線 |
| 祝桥     |          |          | 3.9      | 3.9      |                      |
| 世知原   |          |          | 2.8      | 6.7      |                      |

- 吉井站 - 祝桥站之间曾存在御桥观音站（左石起点2.0km），直至其于1944年废除。

## 連接路線
- 肥前吉井站：松浦線